# Castrogonzalo
Castrogonzalo ist ein nordwestspanischer Ort und eine Gemeinde (municipio) mit 430 Einwohnern (Stand: 2024) im Süden der Provinz Zamora in der Autonomen Gemeinschaft Kastilien-León.

## Lage und Klima
Castrogonzalo liegt am westlichen Rand der Kastilischen Hochebene (Meseta Iberica) in einer Höhe von ca. 750 m am Río Esla. Die Provinzhauptstadt Zamora ist gut 45 Kilometer (Fahrtstrecke) in südsüdwestlicher Richtung entfernt. In der Gemeinde liegt das Autobahndreieck der Autovía A-6 mit der Autovía A-66.
Das gemäßigte Kontinentalklima wird nur selten vom Atlantik beeinflusst.

## Bevölkerungsentwicklung
| Jahr      | 1970 | 1981 | 1991 | 2001 | 2011 | 2021 |
| Einwohner | 1152 | 931  | 784  | 688  | 550  | 448  |

## Sehenswürdigkeiten
- Michaeliskirche